# Volkswagen up!
Volkswagen up! je miniautomobil, vyráběný automobilkou Volkswagen mezi roky 2011 a 2023. Oficiálně byl představen v roce 2011 na autosalonu ve Frankfurtu. Karosářsky je to malý třídveřový nebo pětidveřový hatchback. Jedná se o sesterský model Seatu Mii a Škody Citigo, se kterými sdílí většinu komponentů. Koncern těmito novými modely zavedl skupinu zvanou New Small Family. Všechny tři byly vyráběny na Slovensku (Bratislava). Základní třídveřová verze byla ve výrobě od konce roku 2011, pětidvéřová verze byla zavedena později.

## Motory
| Verze                                 | 1.0 MPI                                   | 1.0 MPI                                   |
| ------------------------------------- | ----------------------------------------- | ----------------------------------------- |
| Typ motoru                            | Zážehový motor s vícebodovým vstřikováním | Zážehový motor s vícebodovým vstřikováním |
| Počet válců/ventilů                   | 3/12                                      | 3/12                                      |
| Objem, cm³                            | 999                                       | 999                                       |
| Max. výkon, kW (PS) při 1/min         | 44 (60)/5000                              | 55 (75)/6200                              |
| Max. točivý moment, Nm při 1/min      | 95 / 3000–4300                            | 95 / 3000–4300                            |
| Převodovka                            | pětistupňová manuální                     | pětistupňová manuální                     |
| Max. rychlost, km/h                   | 160                                       | 171                                       |
| Akcelerace z 0–100 km/h, s            | 14,4                                      | 13,2                                      |
| Kombinovaná spotřeba paliva, l/100 km | 4,5                                       | 4,7                                       |
| Kombinované CO2-emise, g/km           | 105                                       | 108                                       |
| Emisní norma podle klasifikace EU     | Euro 5                                    | Euro 5                                    |

Existuje také CNG verze motoru s výkonem 50 kW.

## Studie vozu

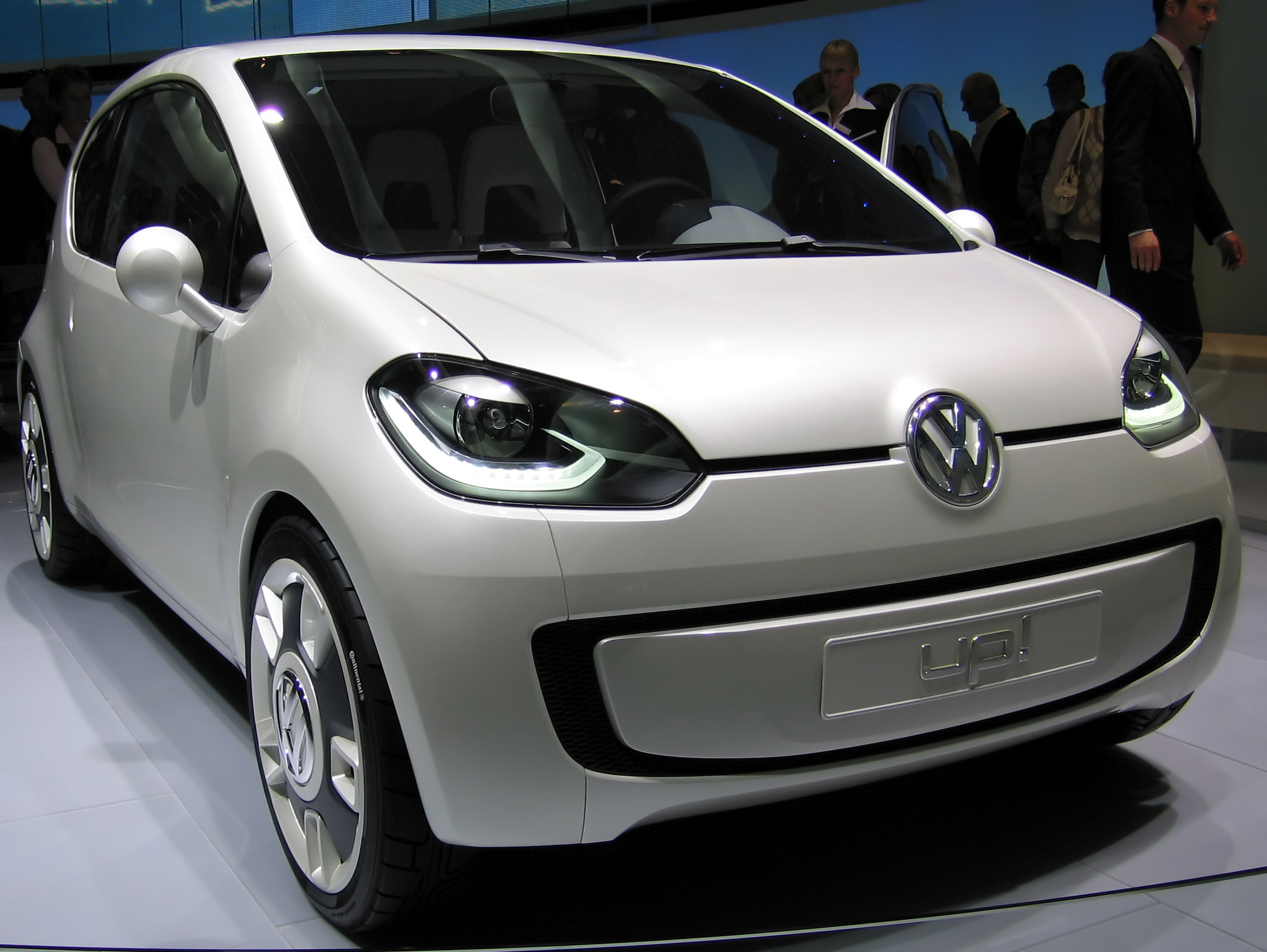
Studie VW up! (2007)

Koncept tohoto automobilu představil Volkswagen roku 2007 na autosalonu ve Frankfurtu. Jednalo se o malý třídveřový pětimístný hatchback s motorem vzadu. Od začátku byl plánován jako nástupce VW Lupo, do oficiálního představení v roce 2011 byl proto někdy označován jako VW Lupo II. Vedle toho jsou up prostřední písmena ze slova Lupo.